# Alen (miara długości)
Alen lub aln jest tradycyjną miarą długości, stosowaną dawniej w Skandynawii, podobną do łokcia -- ok. 60 cm. Duński alen wynosił 2 fod, czyli ok. 62,77 cm. Norweski – 62,75 cm od 1824 roku, 62,75 cm od 1683 roku, 63,26 cm od roku 1541. Szwedzki aln był równy 59,38 cm.
Początkowo długości skoków narciarskich w Norwegii, skąd pochodzi ten sport, były mierzone w alenach, dopiero później zaczęto stosować metry.